# Policlorură de vinil
 Policlorura de vinil (C2H3Cl) cu numele prescurtat PVC este o substanță din categoria materialelor termoplastice cu o structură amorfă. Sunt două forme de PVC, „forma dură” și „forma moale” la care s-au adăugat stabilizatori. Forma moale este mai răspândită fiind PVC-ul, adecvată prelucrărilor tehnice, este forma care se aplică pe dușumea, sau în construcții la conductele din material plastic.
Policlorura de vinil ia naștere prin polimerizarea (legarea) monomerelor de clorură de vinil (CH2 = CHCl)

## Istoric
Primul care a sintetizat clorura de vinil în laboratorul profesorului Justus von Liebig din Gießen a fost în anul 1835 chimistul francez Henri Victor Regnault, care a observat că sub acțiunea razelor solare clorura de vinil polimerizează dând naștere la o pulbere albă.
Importanța acestei descoperiri a fost numai mai târziu observată. în 1912 chimistul german Fritz Klatte face cercetări similare cu cele ale chimistului francez, acesta producând clorura de vinil din acetilenă și acid hipocloros. Clorura de vinil va fi utilizată la filme fibre sintetice, lacuri. Azi însă din motive de protecție a mediului înconjurător și prin dezvoltarea industriei chimice, descoperindu-se alte substanțe, PVC-ul este treptat înlocuit.